# Physetica hudsoni
Physetica hudsoni är en fjärilsart som beskrevs av Gordon J. Howes 1906. Physetica hudsoni ingår i släktet Physetica och familjen nattflyn. Inga underarter finns listade i Catalogue of Life.